# Zwierzęta Świata (seria monet)
Seria Zwierzęta Świata obejmuje srebrne monety kolekcjonerskie oraz obiegowe okolicznościowe o nominale 20 000 złotych bitych w miedzioniklu, a po denominacji 2 złote ze stopu Nordic Gold. Narodowy Bank Polski zainaugurował tę serię w 1993 roku. Jej celem jest przedstawienie zwierząt zagrożonych wyginięciem.

## Lista monet seriiZwierzęta Świata
Pierwszą monetą serii były Jaskółki wyemitowane w 1993 roku. Początkowo monety okolicznościowe bite były z CuNi, a od 1996 roku ze stopu Nordic Gold. Pierwsza srebrna moneta z serii miała próbę 999, natomiast kolejne, wybite po denominacji, miały próbę 925.
Awers monet kolekcjonerskich oraz okolicznościowych przedstawia orła, rok wprowadzenia do obiegu, nominał oraz napis Rzeczpospolita Polska. Po bokach orła widnieją stylizowane flagi państwowe. Na rewersie z kolei widnieje jeden z gatunków zwierząt chronionych prawem.
Od 2015 roku monety z serii wybijane są tylko w nominale 20 złotych.
| Moneta                                    | Nominał         | Stop        | Średnica | Masa    | Data emisji          | Nakład    | Wizerunek monety |
| ----------------------------------------- | --------------- | ----------- | -------- | ------- | -------------------- | --------- | ---------------- |
| Jaskółki (Hirundinidae)                   | 300 000 złotych | Ag 999      | 40,00    | 31,10 g | 12 lipca 1993        | 20 000    | Awers Rewers     |
| Jaskółki (Hirundinidae)                   | 20 000 złotych  | CuNi        | 29,50    | 10,80 g | 12 lipca 1993        | 520 000   | Awers Rewers     |
| Sum (Silurus glanis)                      | 20 złotych      | Ag 925      | 38,61    | 31,10 g | 12 czerwca 1995      | 20 000    | Awers Rewers     |
| Sum (Silurus glanis)                      | 2 złote         | CuNi        | 29,50    | 10,80 g | 12 czerwca 1995      | 300 000   | Awers Rewers     |
| Jeż (Erinaceus europaeus)                 | 20 złotych      | Ag 925      | 38,61    | 28,28   | 8 września 1996      | 15 000    | Awers Rewers     |
| Jeż (Erinaceus europaeus)                 | 2 złote         | CuAl5Zn5Sn1 | 27,00    | 8,15    | 8 września 1996      | 315 000   | Awers Rewers     |
| Jelonek rogacz (Lucanus cervus)           | 20 złotych      | Ag 925      | 38,61    | 28,28   | 8 września 1997      | 15 000    | Awers Rewers     |
| Jelonek rogacz (Lucanus cervus)           | 2 złote         | CuAl5Zn5Sn1 | 27,00    | 8,15    | 8 września 1997      | 315 000   | Awers Rewers     |
| Ropucha paskówka (Bufo calamita)          | 20 złotych      | Ag 925      | 38,61    | 28,28   | 20 maja 1998         | 22 000    | Awers Rewers     |
| Ropucha paskówka (Bufo calamita)          | 2 złote         | CuAl5Zn5Sn1 | 27,00    | 8,15    | 20 maja 1998         | 420 000   | Awers Rewers     |
| Wilk (Canis lupus)                        | 20 złotych      | Ag 925      | 38,61    | 28,28   | 14 kwietnia 1999     | 21 000    | Awers Rewers     |
| Wilk (Canis lupus)                        | 2 złote         | CuAl5Zn5Sn1 | 27,00    | 8,15    | 14 kwietnia 1999     | 420 000   | Awers Rewers     |
| Dudek (Upupa epops)                       | 20 złotych      | Ag 925      | 38,61    | 28,28   | 5 kwietnia 2000      | 24 000    | Awers Rewers     |
| Dudek (Upupa epops)                       | 2 złote         | CuAl5Zn5Sn1 | 27,00    | 8,15    | 5 kwietnia 2000      | 500 000   | Awers Rewers     |
| Paź królowej (Papilio machaon)            | 20 złotych      | Ag 925      | 38,61    | 28,28   | 9 maja 2001          | 26 500    | Awers Rewers     |
| Paź królowej (Papilio machaon)            | 2 złote         | CuAl5Zn5Sn1 | 27,00    | 8,15    | 9 maja 2001          | 600 000   | Awers Rewers     |
| Żółw błotny (Emys orbicularis)            | 20 złotych      | Ag 925      | 38,61    | 28,28   | 6 lutego 2002        | 35 000    | Awers Rewers     |
| Żółw błotny (Emys orbicularis)            | 2 złote         | CuAl5Zn5Sn1 | 27,00    | 8,15    | 6 lutego 2002        | 750 000   | Awers Rewers     |
| Węgorz europejski (Anguilla anguilla)     | 20 złotych      | Ag 925      | 38,61    | 28,28   | 5 lutego 2003        | 28 000    | Awers Rewers     |
| Węgorz europejski (Anguilla anguilla)     | 2 złote         | CuAl5Zn5Sn1 | 27,00    | 8,15    | 5 lutego 2003        | 450 000   | Awers Rewers     |
| Morświn (Phocoena phocoena)               | 20 złotych      | Ag 925      | 38,61    | 28,28   | 28 stycznia 2004     | 56 000    | Awers Rewers     |
| Morświn (Phocoena phocoena)               | 2 złote         | CuAl5Zn5Sn1 | 27,00    | 8,15    | 28 stycznia 2004     | 800 000   | Awers Rewers     |
| Puchacz (Bubo bubo)                       | 20 złotych      | Ag 925      | 38,61    | 28,28   | 15 marca 2005        | 61 000    | Awers Rewers     |
| Puchacz (Bubo bubo)                       | 2 złote         | CuAl5Zn5Sn1 | 27,00    | 8,15    | 15 marca 2005        | 990 000   | Awers Rewers     |
| Świstak (Marmota marmota)                 | 20 złotych      | Ag 925      | 38,61    | 28,28   | 28 lutego 2006       | 60 000    | Awers Rewers     |
| Świstak (Marmota marmota)                 | 2 złote         | CuAl5Zn5Sn1 | 27,00    | 8,15    | 28 lutego 2006       | 1 400 000 | Awers Rewers     |
| Foka szara (Halichoerus grypus)           | 20 złotych      | Ag 925      | 38,61    | 28,28   | 17 stycznia 2007     | 58 000    | Awers Rewers     |
| Foka szara (Halichoerus grypus)           | 2 złote         | CuAl5Zn5Sn1 | 27,00    | 8,15    | 17 stycznia 2007     | 1 000     | Awers Rewers     |
| Sokół wędrowny (Falco peregrinus)         | 20 złotych      | Ag 925      | 38,61    | 28,28   | 16 stycznia 2008     | 107 000   | Awers Rewers     |
| Sokół wędrowny (Falco peregrinus)         | 2 złote         | CuAl5Zn5Sn1 | 27,00    | 8,15    | 16 stycznia 2008     | 1 600 000 | Awers Rewers     |
| Jaszczurka zielona (Lacerta viridis)      | 20 złotych      | Ag 925      | 38,61    | 28,28   | 21 kwietnia 2009     | 100 000   | Awers Rewers     |
| Jaszczurka zielona (Lacerta viridis)      | 2 złote         | CuAl5Zn5Sn1 | 27,00    | 8,15    | 17 kwietnia 2009     | 1 700 000 | Awers Rewers     |
| Podkowiec mały (Rhinolophus hipposideros) | 20 złotych      | Ag 925      | 38,61    | 28,28   | 21 kwietnia 2010     | 100 000   | Awers Rewers     |
| Podkowiec mały (Rhinolophus hipposideros) | 2 złote         | CuAl5Zn5Sn1 | 27,00    | 8,15    | 19 kwietnia 2010     | 1 700 000 | Awers Rewers     |
| Borsuk (Meles meles)                      | 20 złotych      | Ag 925      | 38,61    | 28,28   | 27 stycznia 2011     | 80 000    | Awers Rewers     |
| Borsuk (Meles meles)                      | 2 złote         | CuAl5Zn5Sn1 | 27,00    | 8,15    | 27 stycznia 2011     | 1 500 000 | Awers Rewers     |
| Żubr (Bison bonasus)                      | 20 złotych      | Ag 925      | 38,61    | 28,28   | 24 października 2013 | 35 000    | Awers Rewers     |
| Żubr (Bison bonasus)                      | 2 złote         | CuAl5Zn5Sn1 | 27,00    | 8,15    | 24 października 2013 | 1 000     | Awers Rewers     |
| Konik polski (Equus caballus gmelini)     | 20 złotych      | Ag 925      | 38,61    | 28,28   | 24 lutego 2014       | 45 000    | Awers Rewers     |
| Konik polski (Equus caballus gmelini)     | 2 złote         | CuAl5Zn5Sn1 | 27,00    | 8,15    | 24 lutego 2014       | 800 000   | Awers Rewers     |
| Pszczoła miodna                           | 20 złotych      | Ag 925      | 38,61    | 28,28   | 13 października 2015 | 35 000    | Awers Rewers     |